# Peukest
Peukest (rođen u ranim 350-ima pr. Kr.), tjelohranitelj Aleksandra Velikog i jedan od dijadoha. Iskazao se tijekom opsade Multana u Malijskoj kampanji u kojoj je spasio Aleksandrov život, nakon što je Aleksandar napao neprijateljske zidine i ostao izoliran od svojih vojnika. Kao dijadoh, bio je utjecajan među istočnim satrapima sve do dolaska Eumena i Antigona Jednookog na istok tijekom Drugog dijadoškog rata.
Malo je poznato o njegovoj mladosti. Prvi put se spominje kao trijerarh na rijeci Hidasp. Zbog ove se pozicije smatra da je bio iz utjecajne makedonske obitelji. Ne zna se gdje je bio tijekom ranih Aleksandrovih osvajanja, pa je moguće da mu se pridružio tek kasnije, u Indiji.

## Opsada Multana
Peukest se najviše istaknuo u Malijskoj kampanji, u opsadi grada Multana. Napad na grad bio je spor, što je u Aleksandru izazvalo nestrpljenje. Uzeo je ljestve i osobno se popeo na zidine kako bi motivirao svoje vojnike. Međutim, ovo se pokazalo kao loša odluka jer su ljestve pukle, a Aleksandar je ostao izoliran od ostatka vojske s Peukestom i još dvojicom Makedonaca. Tijekom borbe, Aleksandar je bio teško ozlijeđen nakon što mu je strijela probila prsni oklop. Peukest je svojim štitom branio Aleksandrovo tijelo dok se Leonat borio sa svim neprijateljima u blizini. Iako su i oni sami bili ozlijeđeni u borbi, njihov je napor bio uspješan jer im se ostatak makedonske vojske ubrzo pridružio. 

## Satrap Perzije
Aleksandar ga je za svoju službu u Multanu postavio za satrapa Perzije, jezgre bivšeg Perzijskog Carstva. Ova je satrapija bila vrlo prestižna i bogata, što pokazuje kako je Peukest bio popularan sa svojim kraljem. Kao satrap je 323. pr. Kr. upravljao vojskom od 20.000 perzijskih vojnika, smjenjujući makedonske veterane koji su se vraćali kući. Osim toga, Aleksandar je samo radi njega proširio službu tjelohranitelja, čime je Peukest postao osmi tjelohranitelj. 
Do kraja Aleksandrovog života imao je kraljevu naklonost i bio u njegovom unutarnjem krugu. Uz to, Peukest je od svih oficira najviše prihvatio perzijanizaciju u carstvu. Aleksandrova vizija novog carstva bila je ujedinjeno carstvo Grka i Perzijanaca u kojem bi oba naroda činila vladajuću klasu. Najznamenitiji oblik ove vizije bio je uvod proskineze, perzijskog običaja klanjanja i ljubljenja ruku. Iako se većina u Aleksandrovoj blizini protivila ovom običaju, Peukest ga je u potpunosti prihvatio. Kasnije je i bio prvi Makedonac koji je naučio perzijski jezik i usvojio perzijske običaje, zbog čega je bio popularan u svojoj satrapiji. 

## Razdoblje dijadoha
Nakon Aleksandrove smrti, dijadosi su ponovno potvrdili Peukestovu poziciju satrapa Perzije. Kao jedan od istočnih satrapa, istaknuo se pri otporu protiv Peitona. Peiton, ambiciozni satrap Medije, želio je proširiti svoju moć osvajanjem svih istočnih satrapija, ali su istočni satrapi našli vođu u Peukestu, koji je svojom vojskom razbio Peitona. Kada se Peiton vratio u Mediju kako bi reorganizirao svoju vojsku, Peukest ga je istjerao u progonstvo.  
Peukestov se značaj smanjuje dolaskom Eumena na istok 317. g. pr. Kr., koji je sam bio u borbi protiv Antigona Jednookog. Eumen je zadobio povjerenje istočnih satrapa dokazujući im da je Antigon preopasan da bi ga se ignoriralo, te je tako stvorio koaliciju kojom mu se konačno mogao suprotstaviti. Iako je Peukest pokušao zadržati svoje vodstvo nad istočnim satrapima, Eumen je bio bolji političar i bolji zapovjednik. Ovo je stvorilo veliko rivalstvo između dvaju dijadoha. Eumen i Peukest vodili su dvije bitke protiv Antigona. Prva, kod Paratakene, bila je neodlučna. Druga, kod Gabiene, međutim, zapečatila je sudbinu i Eumena i Peukesta. Kada su se dvije vojske sukobile, Peukest je povukao svoju konjicu s lijevog krila, što je omogućilo Antigonu da pobijedi. Eumenovi su podređeni izgubili vjeru u svojeg vođu i sljedećeg dana predali su ga Antigonu, koji ga je ubrzo smaknuo. 
Nije poznata priroda Peukestovog povlačenja. Antički povjesničari, Plutarh i Diodor, tvrde da se Peukest neuspješno borio protiv Antigona pa je stoga pobjegao s bojišta. S njima se slaže Heckel, koji tvrdi da antički povjesničari zbog svoje pristranosti prema Eumenu nisu imali razloga biti blagi prema Peukestu. Međutim, Romm tvrdi da je Peukest, koji je uvijek bio nezadovoljan s Eumenom, unaprijed isplanirao izdaju kod Gabiene.
Peukestov čin bio je ključan za Antigona, koji je potrošio dvije godine neuspješno se boreći s Eumenom. Iako je Antigon prije Paratakene obećao svim Eumenovim generalima njihove satrapije ako bi izdali Eumena, Peukest nije dobio nikakvu službu ili nagradu kod Antigona, osim što je ostao na životu. Antigon je smatrao da je Peukest preambiciozan da bi mu se vratila njegova satrapija. Nakon bitke kod Gabiene, Peukest nestaje u izvorima te se ne spominje nakon 316. pr. Kr. Pretpostavlja se da je ostatak života proveo na Antigonovom dvoru bez ikakve službe.